# Hayward City Hall

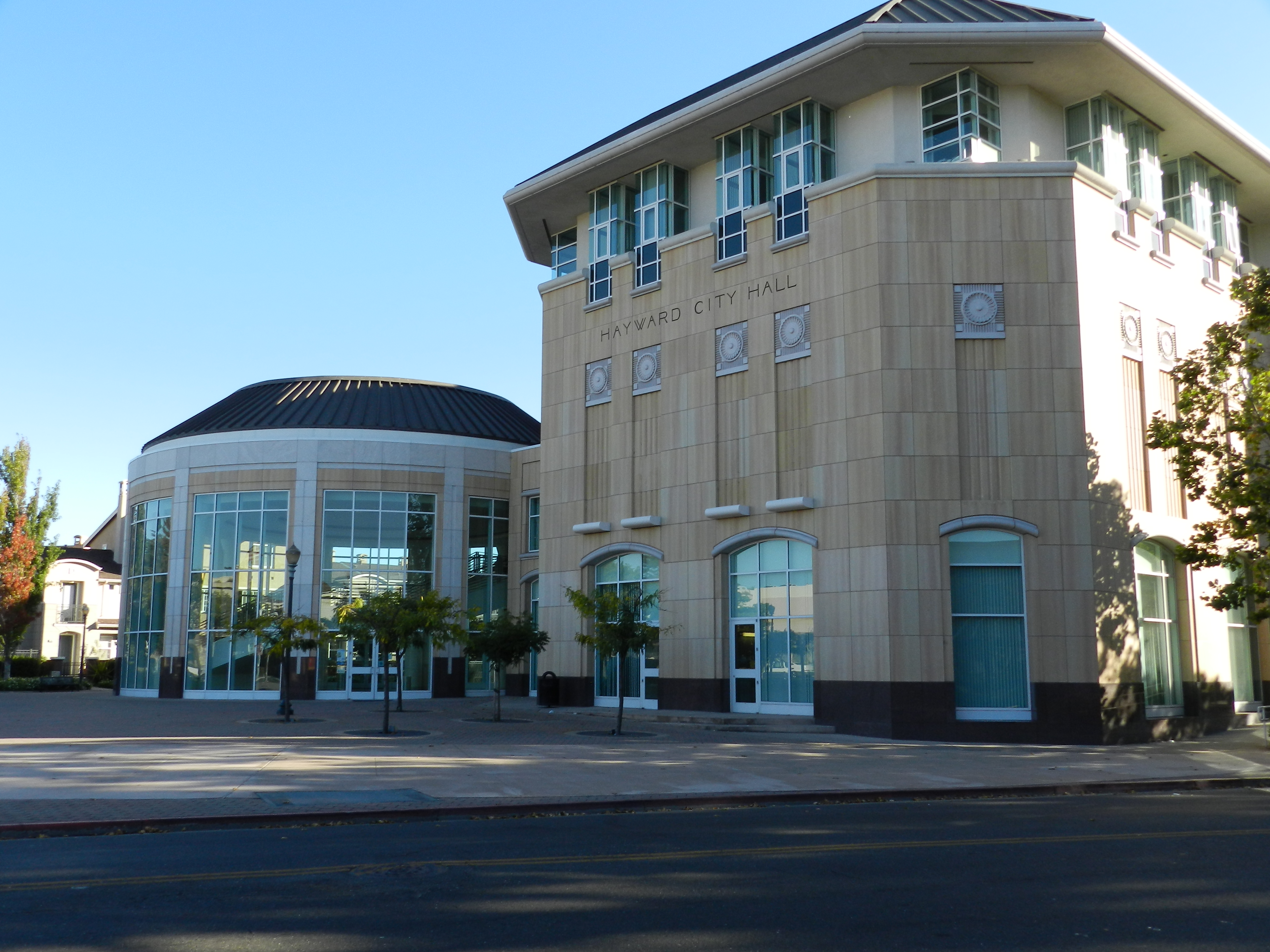
Hayward City Hall

Die Hayward City Hall in Hayward, Kalifornien, ist das dritte Rathaus der Stadtgeschichte und liegt direkt neben dem Bahnhof des Bay Area Rapid Transit.
Das Gebäude mit einer Fassade aus Kalkstein und Granit wurde für 29 Millionen US-Dollar von 1996 an errichtet und im Januar 1998 eröffnet. Das Dach besteht zu 60 % aus recycletem Kupfer. Da die Hayward City Hall nur 200 m entfernt von einer Verwerfung steht, wurde sie besonders erdbebensicher gebaut, so dass sie Beben einer Stärke von 7,5 auf der Richterskala ohne Funktionsverluste überstehen kann. Neben der Stadtverwaltung gibt es in dem Gebäude die John O’Lague Galleria mit wechselnden Ausstellungen.